# Municipio di Pretoria
Il Municipio di Pretoria (in inglese: Pretoria City Hall) è un edificio storico, sede municipale della città di Pretoria in Sudafrica. 

## Storia
L'edificio venne eretto tra il 1931 e il 1935, andando a rimpiazzare il precedente municipio cittadino costruito nel 1905. Un concorso venne appositamente bandito nel 1926 per determinare il progetto e i piani del nuovo edificio. A ottenere la vittoria fu Frank Gordon McIntosh; tuttavia, per via della depressione economica, i lavori cominciarono solamente nel 1931, e quindi successivamente alla morte di quest'ultimo. Fu quindi il suo assistente, John Lockwood Hall, che seguì il progetto durante i lavori di costruzione. La mancanza di fondi comportò la parziale revisione del progetto originale.
Il palazzo venne inaugurato il 6 dicembre 1935 da Johannes Wessels, giudice dell'alta corte del Transvaal, e da Ivan Solomon, sindaco di Pretoria.

## Descrizione
Il palazzo è caratterizzato da una torre centrale alta 47 metri.

## Galleria d'immagini

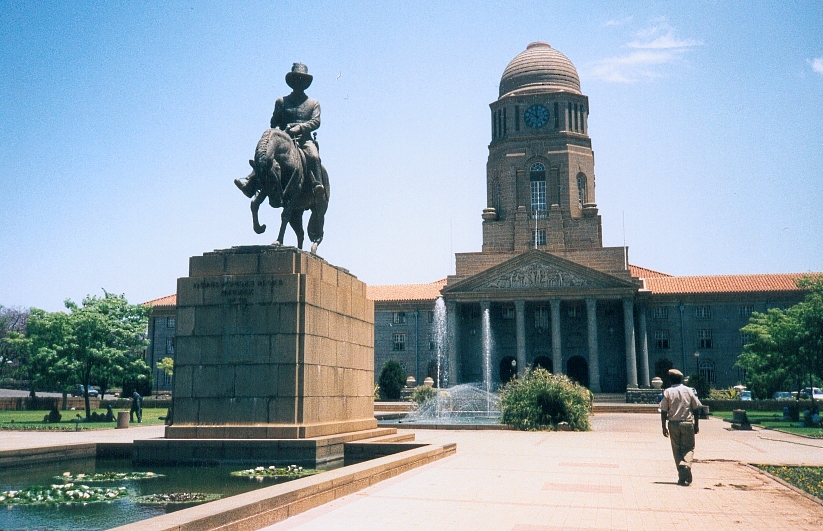
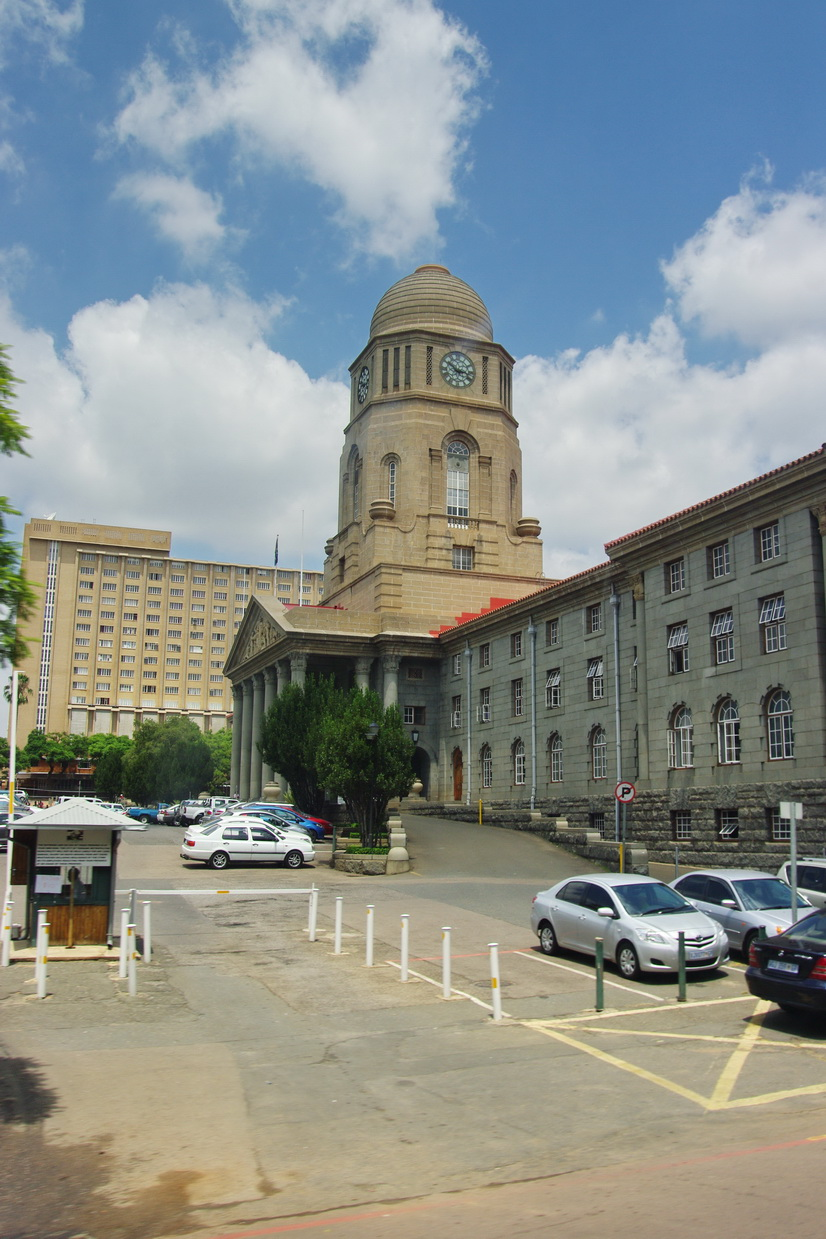
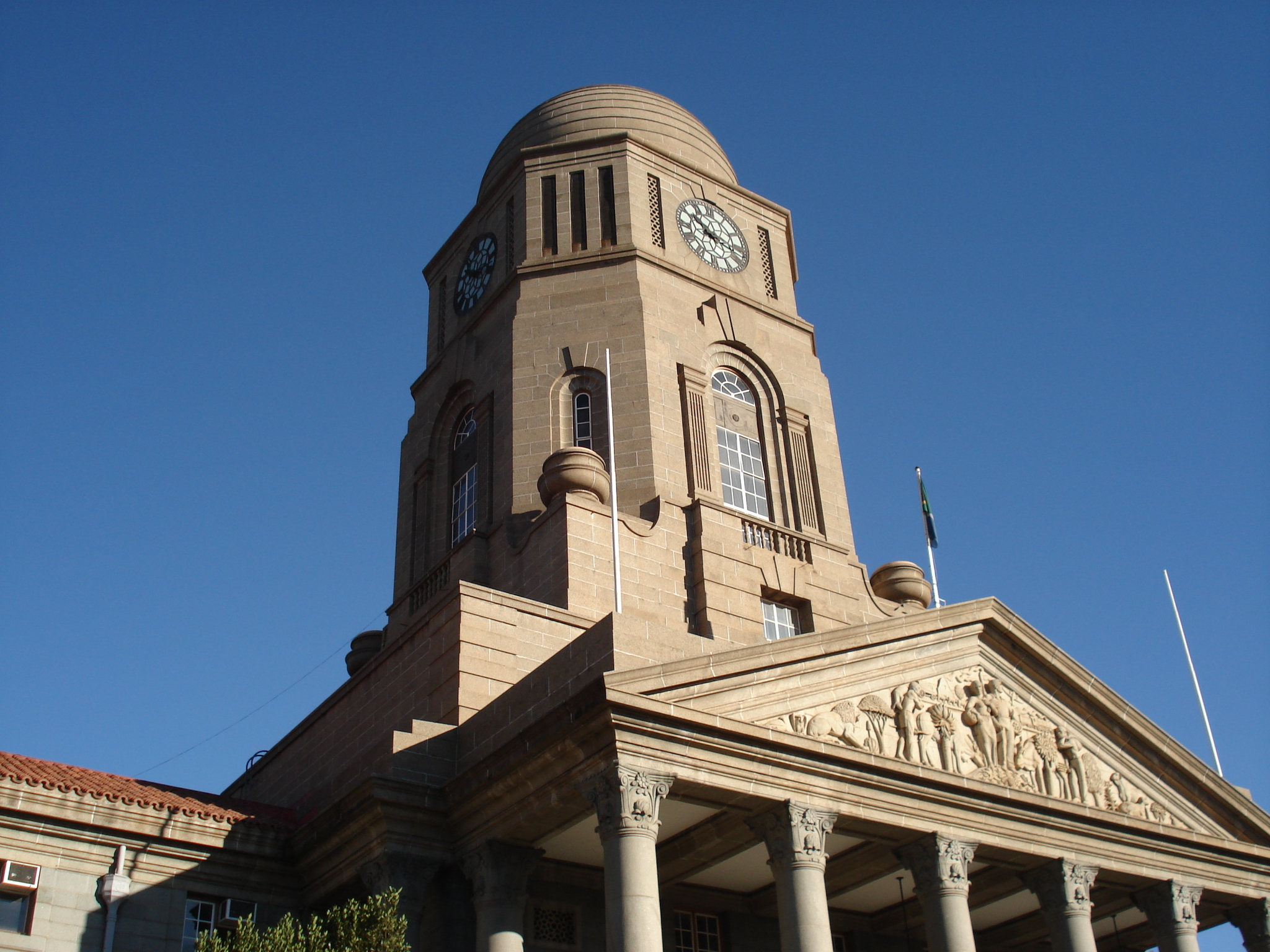